# Malia Manuel
Malia Manuel est une surfeuse professionnelle américaine née le 9 août 1993 à Kauai, à Hawaï.

## Palmarès et résultats

### Saison par saison
- 2008 :
  - 1re du Honda Women's US Open à Huntington Beach (États-Unis)[1]
- 2009 :
  - 2e du Hurley US Open of Surfing à Huntington Beach (États-Unis)[2]
- 2011 :
  - 1re du Cabreiroa Pantin Classic Pro à La Corogne (Espagne)[3]
  - 1re du Billabong Women's Azores Island Pro à São Miguel (Açores)[4]
- 2012 :
  - 3e du Australian Open à Sydney (Australie)[5]
  - 2e du Hunter Ports Womens Classic à Newcastle (Australie)[6]
  - 2e du Telstra Drug Aware Pro à Margaret River (Australie)[7]
  - 2e du Commonwealth Bank Beachley Classic à Sydney (Australie)[8]
  - 3e du Nike US Open of Surfing à Huntington Beach (États-Unis)[9]
- 2013 :
  - 3e du Breaka Burleigh Pro à Gold Coast (Australie)[10]
  - 1re du Supergirl Pro à Oceanside (États-Unis)[11]
  - 3e du Swatch Girls Pro France à Seignosse (France)[12]
- 2014 :
  - 3e du Hurley Australian Open à Sydney (Australie)[13]
  - 1re du Hunter Ports Womens Classic à Newcastle (Australie)[14]
  - 3e du Fiji Women's Pro à Tavarua (Fidji)[15]
  - 3e du Vans US Open of Surfing à Huntington Beach (États-Unis)[16]
  - 3e du Cascais Women's Pro à Cascais (Portugal)[17]
- 2015 :
  - 3e du Women's Drug Aware Margaret River Pro à Margaret River (Australie)[18]
  - 3e du Pantin Classic Galicia Pro à La Corogne (Espagne)[19]

### Classements
| Année             | 2011 | 2012 | 2013 | 2014 |
| ----------------- | ---- | ---- | ---- | ---- |
| Championship Tour |      | 6e   | 13e  | 5e   |
| Qualifying Series | 2e   | 4e   | 1re  | 8e   |